# Dendrobium tokai
Dendrobium tokai är en orkidéart som beskrevs av Heinrich Gustav Reichenbach. Dendrobium tokai ingår i släktet Dendrobium, och familjen orkidéer. Inga underarter finns listade i Catalogue of Life.